# Arne Wåhlstrand
Robert Arne Wåhlstrand, född den 12 mars 1903 i Härnösand, död den 6 november 1983 i Göteborg, var en svensk statsvetare. 
Wåhlstrand blev filosofie doktor i Uppsala 1941 och docent i statskunskap där samma år. Han var docent vid Göteborgs högskola 1946–1949 och rektor vid Socialhögskolan i Göteborg 1946–1969. Wåhlstrand var universitetslektor där 1946–1969 och tidvis tillförordnad professor i statskunskap. Han blev ledamot av Kungliga Samfundet för utgivande av handskrifter rörande Skandinaviens historia 1945, korresponderande ledamot av Kungliga Vetenskapssamhället i Uppsala 1956 och ledamot av Kungliga Vetenskaps- och Vitterhetssamhället i Göteborg 1958.